# Bez zmian
Bez zmian – utwór zespołu IRA pochodzący z pierwszej po siedmioletniej przerwie, płyty Tu i Teraz. Kompozycja zamieszczona została na trzynastej pozycji na albumie, trwa 3 minuty i 52 sekundy.
Brzmienie utworu utrzymane jest w melodyjnym rockowym klimacie. Tekst piosenki napisał Wojciech Byrski, kompozytorami utworu są Wojciech Owczarek, Piotr Sujka, Zbigniew Suski oraz Artur Gadowski. Piosenka była dość często grana podczas trasy promującej płytę Tu i Teraz.

## Muzycy
- Artur Gadowski – śpiew
- Wojtek Owczarek – perkusja
- Piotr Sujka – gitara basowa, wokal wspierający
- Zbigniew Suski – gitara elektryczna
- Mateusz Noskowiak – instrumenty klawiszowe, gitary elektryczne i akustyczne